# Ivanie Blondin
Ivanie Blondin (* 2. April 1990 in Ottawa) ist eine kanadische Eisschnellläuferin. Sie wurde 2016 und 2020 Weltmeisterin im Massenstart und gewann 2022 eine olympische Goldmedaille in der Teamverfolgung.
In ihrer Jugend gehörte Blondin dem kanadischen Nationalkader im Shorttrack an. Nachdem sie keine Nominierung für die Olympischen Winterspiele 2010 erhalten hatte, wechselte sie zum Eisschnelllauf. Dort feierte sie ihre größten Erfolge im Massenstart: 2015 gewann sie in dieser Disziplin ihre erste WM-Medaille, 2016 und 2020 wurde sie Weltmeisterin. Sowohl im Massenstart als auch auf den Mittel- und Langstrecken (1500, 3000 und 5000 Meter) entschied Blondin Weltcuprennen für sich. Seit dem Winter 2018/19 lief sie außerdem gemeinsam mit ihren Mannschaftskolleginnen Isabelle Weidemann und Valérie Maltais zu Weltcupsiegen und WM-Medaillen in der Teamverfolgung. Bei den Olympischen Winterspielen 2022 gewann das Trio die Goldmedaille, zudem holte Blondin olympisches Silber im Massenstart.

## Sportlicher Werdegang

### Anfänge im Shorttrack (bis 2010)
Blondin begann in ihrer Kindheit in Ottawa mit dem Eislauftraining, wobei sie sich zunächst als Eiskunstläuferin versuchte, ehe sie zum Shorttrack bei den Gloucester Concordes wechselte. Im Alter von 14 Jahren wurde sie im Dezember 2004 in das kanadische Shorttrack-Junioren-Nationalteam aufgenommen und im gleichen Winter erstmals für Junioren-Weltmeisterschaften nominiert. Zwischen 2005 und 2009 gewann sie als Staffelläuferin drei Junioren-WM-Medaillen: einmal Silber (2009) sowie zweimal Bronze (2005 und 2007). In der Saison 2006/07 war Blondin zwischenzeitlich (für die Heim-Weltcups in Saguenay und Montreal) Teil des kanadischen Teams im Shorttrack-Weltcup. Als beste Weltcup-Einzelergebnisse erreichte sie zwei vierte Plätze über 1500 Meter, zudem gewann sie gemeinsam mit Kalyna Roberge, Amanda Overland und Anne Maltais ein Staffelrennen. Kurze Zeit nach diesen Erfolgen stieg Blondin in den Nationalkader auf, zog für das Training nach Montreal und erhielt – als Hoffnungsträgerin für die Olympischen Winterspiele 2010 in Vancouver gehandelt – finanzielle Förderung durch McDonald’s Kanada. Über die Zeit in Montreal sagte Blondin später, sie habe sich vom restlichen, weitgehend aus Québec stammenden Team isoliert gefühlt und eine Essstörung entwickelt. Außerdem erlitt sie beim Shorttrack fünf Gehirnerschütterungen innerhalb von drei Jahren. Sie erhielt keine weiteren Weltcupeinsätze und fand keine Berücksichtigung im Team für die Winterspiele 2010.

### Erste Erfolge im Eisschnelllauf (bis 2014)
Schon in ihrer Zeit bei den Gloucester Concordes in Ottawa hatte Blondin anfangs Eisschnelllaufrennen (auf 400-Meter-Eisbahnen) bestritten, sich aber dann über mehrere Jahre vollständig auf Shorttrack konzentriert. Im Januar 2009 entschied sie sich aus einer Laune heraus, an den nationalen Juniorenmeisterschaften auf der längeren Bahn in Richmond teilzunehmen. Sie belegte den zweiten Rang, qualifizierte sich für die Junioren-WM in Zakopane und lief dort auf mehreren Strecken unter die besten Zehn. Nachdem sie als Shorttrackerin 2010 die Olympiateilnahme verpasst hatte, kehrte Blondin zunächst nach Ottawa zu ihren Eltern zurück. Ihr Vereinstrainer Mike Rivet überzeugte sie davon, ihre Eislaufkarriere nicht zu beenden, sondern zum Eisschnelllauf zu wechseln. Er vermittelte sie nach Calgary, wo das Nationalteam im Olympic Oval trainierte.
Blondin stieg innerhalb eines Jahres in die erste kanadische Mannschaft auf: Sie debütierte im November 2010 im Eisschnelllauf-Weltcup, holte im Januar 2011 über 5000 Meter ihren ersten nationalen Meistertitel und vervollständigte das vierköpfige kanadische Team um die erfahrenen Christine Nesbitt, Cindy Klassen und Brittany Schussler bei der Mehrkampf-WM 2011 auf der Heimbahn in Calgary. Zusammen mit Nesbitt und Schussler feierte sie im Dezember 2012 ihren ersten Weltcupsieg in der Teamverfolgung. Zudem erreichte sie im Winter 2012/13 zwei zweite Plätze in der kurz zuvor eingeführten Disziplin Massenstart. Blondin bezeichnete den Massenstart später als ihre Lieblingsdisziplin, weil er „so aggressiv“ sei und sie die direkte Auseinandersetzung mit den Konkurrentinnen schätze. Bei den Olympischen Winterspielen 2014 in Sotschi zählte er noch nicht zum Wettkampfprogramm. Dort – bei ihrer ersten Olympiateilnahme – startete Blondin über 3000 Meter (24. Rang), 5000 Meter (14. Rang) und in der Teamverfolgung (5. Rang). Im kanadischen Eisschnelllauf-Nationalteam der Frauen war Blondin Mitte der 2010er-Jahre zeitweise die einzige Langstreckenspezialistin. Sie trainierte in der olympischen Saison 2013/14 in Calgary gemeinsam mit fünf Männern, darunter etwa Jordan Belchos, unter Anleitung von Mark Wild.

### Siege im Massenstart und zweite Olympiateilnahme (2014 bis 2018)
Im Massenstart etablierte sich Blondin dauerhaft in der Weltspitze. Ihren ersten Einzel-Weltcupsieg feierte sie in dieser Disziplin im November 2014 in Obihiro, einen Monat später wiederholte sie den Erfolg im Heerenveener Thialf. Sie entschied die Gesamtwertung der Serie 2014/15 vor Irene Schouten für sich und gewann bei den Einzelstrecken-WM 2015 im Thialf Silber hinter der Niederländerin. 2016 wurde Blondin Massenstart-Weltmeisterin in Kolomna, während sie in der Weltcupwertung Rang zwei hinter Schouten belegte. Blondin sagte Anfang 2016, trotz einiger körperlicher Auseinandersetzungen auf dem Eis sehe sie ihre niederländische Hauptgegnerin nicht als „Feindin“ und bemühe sich um einen entspannten Umgang. Während sie im Massenstart konstant vordere Ergebnisse erzielte, waren Blondins Resultate über 3000 Meter und 5000 Meter wechselhafter: Bei der WM 2016 blieb sie über 3000 Meter mit einer Zeit von 4:15,52 Minuten deutlich hinter ihren vorherigen Leistungen zurück und platzierte sich auf Rang 17, woraufhin sie auf das 5000-Meter-Rennen verzichtete. Ein Jahr später gewann Blondin bei der WM in Gangwon Bronze über 5000 Meter und wurde Vierte über 3000 Meter. Sie wurde in diesen Jahren (ab 2016) von Bart Schouten betreut und trainierte in einer Gruppe unter anderem mit Ted-Jan Bloemen.
Blondin qualifizierte sich auf beiden Langstrecken sowie im Massenstart und in der Teamverfolgung für die Olympischen Winterspiele 2018 in Pyeongchang. Wegen ihrer Saisonvorleistungen – mehreren Podiumsergebnissen, darunter ihr erster Weltcupsieg über 3000 Meter – sprachen ihr Beobachter Aussichten auf mehrere Medaillen zu. Diese Erwartungen erfüllte sie nicht: Auf den beiden Langdistanzen belegte sie die Positionen fünf (5000 Meter) und sechs (3000 Meter), im Team verpassten die Kanadierinnen als Vierte um eine halbe Sekunde Bronze und im Massenstart stürzte Blondin im Halbfinale, wodurch sie nicht in den Endlauf einzog. Das medaillenlose Abschneiden bei Olympia wirkte sich negativ auf Blondins psychische Gesundheit aus. Sie berichtete später, sie habe nach den Winterspielen an Depression gelitten und sich in einer Abwärtsspirale wiedergefunden. Geholfen habe ihr vor allem die Aufnahme von Pflegehunden: Das Sorgen um die hilfsbedürftigen Tiere habe in gewisser Weise dazu beigetragen, dass sie sich wieder um sich selbst gekümmert habe.

### Olympiagold mit dem Team und weitere Einzelmedaillen (seit 2018)

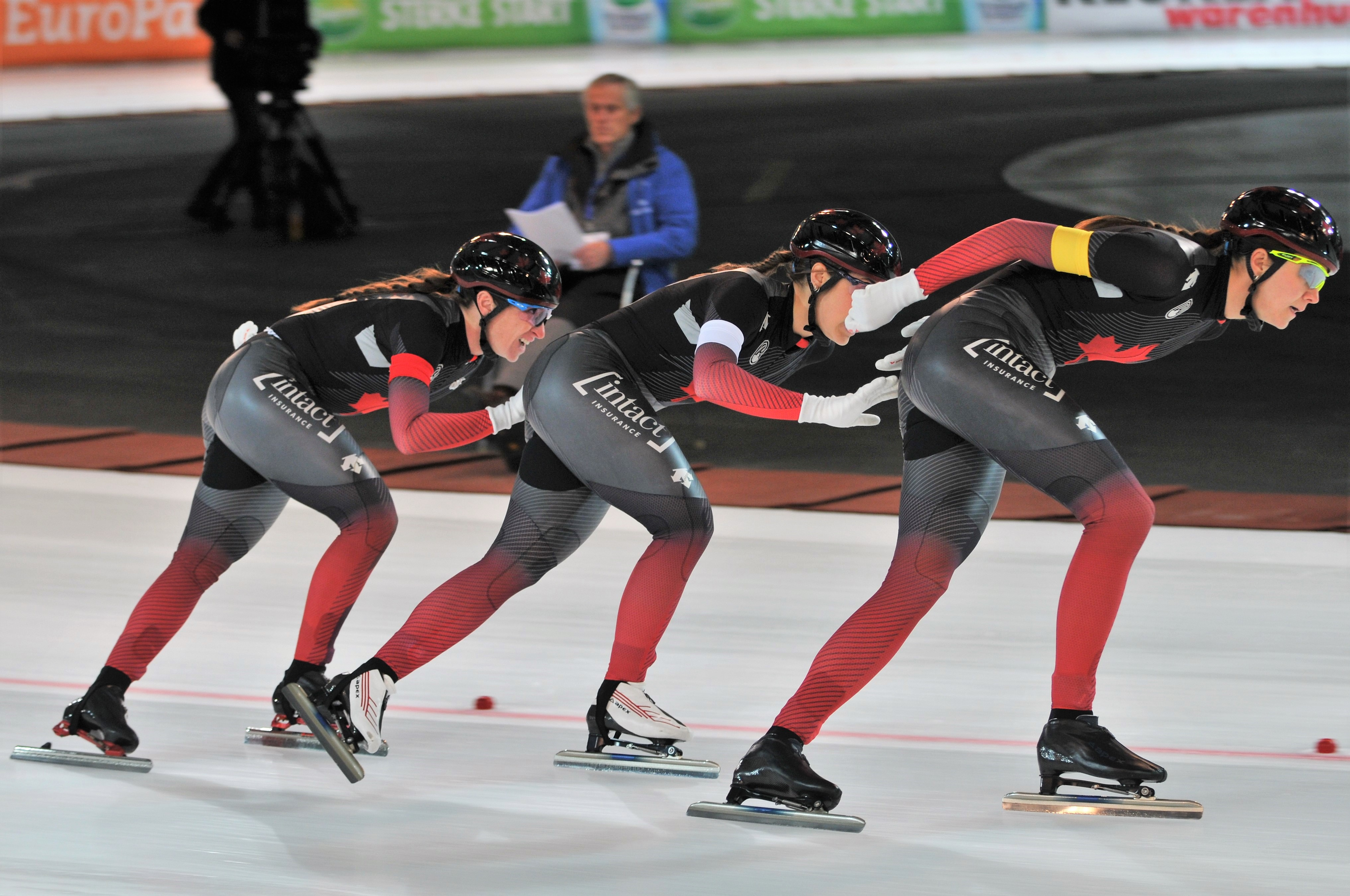
Kanadisches Trio in der Teamverfolgung: Ivanie Blondin, Valérie Maltais und Isabelle Weidemann (von links nach rechts)

Mit Beginn der Saison 2018/19 übernahm der Niederländer Remmelt Eldering die Betreuung der kanadischen Langstreckenläuferinnen. Zu Blondins neuen Trainingskolleginnen gehörte die fünf Jahre jüngere Isabelle Weidemann, die ebenfalls aus Ottawa stammte und bei den Gloucester Concordes angefangen hatte. Weidemann, Blondin und Valérie Maltais – eine frühere Shorttrackerin, die 2018 zum Eisschnelllauf gewechselt war – bildeten in den folgenden Jahren das kanadische Trio in der Teamverfolgung. Für Aufmerksamkeit sorgten die physischen Unterschiede insbesondere zwischen der etwa 1,60 Meter großen Blondin und der fast 30 Zentimeter (=knapp einen Fuß) größeren Weidemann. Obwohl die abweichenden Körpermaße als leichter aerodynamischer Nachteil galten, feierten die drei Athletinnen im Dezember 2019 den ersten kanadischen Teamsieg seit sieben Jahren.
Bei den Weltmeisterschaften 2020 gewannen Blondin, Maltais und Weidemann Bronze hinter den Teams aus Japan und den Niederlanden, bei der WM 2021 war (in Abwesenheit Japans) nur die niederländische Auswahl schneller. Die Kanadierinnen passten ihre Rennstrategie ihren körperlichen Begebenheiten an: Während Maltais und Blondin zu Beginn des Rennens jeweils anderthalb Runden in führender Position bestritten, lief Weidemann die abschließenden drei Runden und somit ungewöhnlich lang an der Spitze des Trios. Im olympischen Winter 2021/22 entschieden die Kanadierinnen zunächst alle drei Weltcupverfolgungen für sich und holten bei den Winterspielen in Peking auch olympisches Gold: Blondin, Weidemann und Maltais setzten sich im Halbfinale gegen die Niederländerinnen durch und schlugen im Finale die Japanerinnen (nach einem Sturz Nana Takagis), womit sie die einzige kanadische Eisschnelllauf-Goldmedaille in Peking gewannen. Bei den Welttitelkämpfen 2023 in Heerenveen errang das Trio auch den Weltmeistertitel in der Teamverfolgung. Das ursprünglich siegreiche niederländische Team wurde wegen eines Verstoßes gegen die Sicherheitsrichtlinien disqualifiziert, weswegen Blondin von einem „bittersüßen Erfolg“ sprach. Zudem wurde sie in Heerenveen Weltmeisterin im Teamsprint zusammen mit Carolina Hiller und Brooklyn McDougall.
Neben den Triumphen in den Teamrennen feierte Blondin weiterhin Erfolge in den Einzeldisziplinen: Im Winter 2019 gewann sie in Inzell eine weitere WM-Medaille im Massenstart als Zweite hinter Irene Schouten. Ein Jahr später wurde sie auf dem Utah Olympic Oval in Salt Lake City zum zweiten Mal nach 2016 Massenstart-Weltmeisterin. Zudem holte sie Silber im Vierkampf bei der Mehrkampf-WM 2020 im Vikingskipet von Hamar (mit kumulierten 9,38 Sekunden Rückstand auf die Siegerin Ireen Wüst). Blondin war damit die erste kanadische Medaillengewinnerin im Mehrkampf seit Christine Nesbitt im Jahr 2012. Im Verlauf der Weltcupsaison hatte sie zuvor sowohl über 1500 Meter als auch über 3000 Meter und 5000 Meter Wettkämpfe für sich entschieden. Bei den Olympischen Winterspielen 2022 in Peking verpasste Blondin über 1500 Meter und 3000 Meter Ergebnisse unter den besten Zehn. Am abschließenden Tag der Eisschnelllauf-Wettkämpfe gewann sie Silber im Massenstart. Bis kurz vor der Ziellinie hatte sie das Rennen vor Irene Schouten angeführt, erst auf den letzten Metern war Schouten an ihr vorbeigezogen. Bei der WM 2023 wurde Blondin ebenfalls Zweite im Massenstart, dieses Mal hinter Marijke Groenewoud, die früh im Wettkampf angegriffen hatte.

## Persönliches
Blondin wuchs in Orleans – einem 2001 eingemeindeten Vorort von Ottawa – auf. Sie hat einen älteren Bruder, mit dem sie als Kind oft rangelte, worauf sie später ihre auch für den Massenstart wichtigen Fähigkeiten in der Selbstverteidigung zurückführte. Ihre Muttersprache ist Französisch, sie machte ihren Schulabschluss an der École secondaire catholique Garneau. 2015 beendete sie eine Ausbildung als Tierarzthelferin. Mehrere journalistische Porträts charakterisierten Blondin als große Tierliebhaberin mit mehreren Haustieren, darunter einem Graupapagei. Im Dezember 2020 heiratete sie den ungarischen Eisschnellläufer und Olympiateilnehmer Konrád Nagy. In der Saison 2020/21 trainierte Blondin mit dem ungarischen Nationalteam, weil das Olympic Oval in Calgary wegen eines technischen Defekts außer Betrieb war.
Ihr langjähriger Trainer Mark Wild bezeichnete Blondin als „highly competitive“ (auf Deutsch in etwa: „ausgesprochen kämpferisch“). Ihre Teamkollegin Isabelle Weidemann sagte, Blondin zeige „immer den nötigen Biss“ und kämpfe bis zum Ende eines jeden Rennens. Blondin sprach offen über ihre psychischen Probleme nach enttäuschenden Ergebnissen: „I beat myself up and mentally that's always been how I handle situations […].“ (auf Deutsch in etwa: „Ich mache mich selbst fertig, und so bin ich schon immer mit Situationen umgegangen.“) Nachdem sie bei ihren ersten Rennen bei den Olympischen Winterspielen 2022 nicht unter die ersten Zehn gekommen war, habe sie sich zunächst komplett von der Außenwelt zurückgezogen und sei „einfach nicht sehr nett“ zu sich selbst gewesen. Anders als 2018 sei es ihr in Peking aber mit Unterstützung gelungen, wieder umzuschalten und im Massenstart sowie in der Teamverfolgung Medaillen zu gewinnen.
Der kanadische Eisschnelllaufverband zeichnete Ivanie Blondin sechsmal (2015 bis 2018, 2020 und 2021) als nationale Eisschnellläuferin des Jahres aus.

## Persönliche Bestzeiten
Stand: 4. Juni 2023
| Distanz | Zeit        | Datum             | Ort            |
| ------- | ----------- | ----------------- | -------------- |
| 500 m   | 38,51 s     | 30. Dezember 2022 | Calgary        |
| 1000 m  | 1:13,82 min | 18. Dezember 2022 | Calgary        |
| 1500 m  | 1:51,76 min | 8. Februar 2020   | Calgary        |
| 3000 m  | 3:56,88 min | 3. Dezember 2021  | Salt Lake City |
| 5000 m  | 6:48,98 min | 15. Februar 2020  | Salt Lake City |

Blondin unterbot am 8. Februar 2020 mit ihrer 1500-Meter-Bestzeit den fast anderthalb Jahrzehnte alten kanadischen Rekord von Cindy Klassen. Im Adelskalender – der ewigen Weltbestenliste des Eisschnelllaufs, die sich aus einer Kombination der persönlichen Bestzeiten berechnet – stand Blondin nach der Saison 2022/23 auf dem fünften Rang (hinter Klassen, Miho Takagi, Irene Schouten und Martina Sáblíková).

## Statistik

### Ergebnisse bei Olympischen Winterspielen
| Olympische Winterspiele | Olympische Winterspiele | 1500 m | 3000 m | 5000 m | Massenstart | Teamverfolgung |
| Jahr                    | Ort                     | 1500 m | 3000 m | 5000 m | Massenstart | Teamverfolgung |
| ----------------------- | ----------------------- | ------ | ------ | ------ | ----------- | -------------- |
| 2014                    | Sotschi                 | –      | 24.    | 14.    |             | 5.             |
| 2018                    | Pyeongchang             | –      | 6.     | 5.     | HF          | 4.             |
| 2022                    | Peking                  | 13.    | 14.    | –      | 2.          | 1.             |

### Weltcupsiege im Einzel
| Nr. | Datum         | Bahn                           | Ort            | Disziplin   | Zeit        |
| --- | ------------- | ------------------------------ | -------------- | ----------- | ----------- |
| 1.  | 16. Nov. 2014 | Meiji Hokkaido-Tokachi Oval    | Obihiro        | Massenstart | 8:33,24 min |
| 2.  | 14. Dez. 2014 | Thialf                         | Heerenveen     | Massenstart | 8:24,01 min |
| 3.  | 13. Nov. 2016 | Heilongjiang Indoor Rink       | Harbin         | Massenstart | 8:29,56 min |
| 4.  | 4. Dez. 2016  | Sportpaleis Alau               | Astana         | Massenstart | 8:29,28 min |
| 5.  | 21. Jan. 2018 | Gunda-Niemann-Stirnemann-Halle | Erfurt         | 3000 Meter  | 4:04,86 min |
| 6.  | 17. Nov. 2019 | Minsk-Arena                    | Minsk          | Massenstart | 8:22,63 min |
| 7.  | 6. Dez. 2019  | Sportpaleis Alau               | Nur-Sultan     | 5000 Meter  | 6:54,94 min |
| 8.  | 8. Dez. 2019  | Sportpaleis Alau               | Nur-Sultan     | 1500 Meter  | 1:55,59 min |
| 9.  | 13. Dez. 2019 | M-Wave                         | Nagano         | 3000 Meter  | 4:00,24 min |
| 10. | 14. Dez. 2019 | M-Wave                         | Nagano         | Massenstart | 8:26,44 min |
| 11. | 5. Dez. 2021  | Utah Olympic Oval              | Salt Lake City | Massenstart | 8:31,87 min |
| 12. | 13. Nov. 2022 | Sørmarka Arena                 | Stavanger      | Massenstart | 8:58,72 min |
| 13. | 10. Nov. 2023 | Meiji Hokkaido-Tokachi Oval    | Obihiro        | Massenstart | 8:25,11 min |
| 14. | 28. Jan. 2024 | Utah Olympic Oval              | Salt Lake City | Massenstart | 8:14,70 min |
| 15. | 23. Nov. 2024 | M-Wave                         | Nagano         | 3000 Meter  | 4:03,76 min |

### Weltcupsiege im Team
| Nr.            | Datum         | Bahn                  | Ort                 | Disziplin            | Zeit         |
| -------------- | ------------- | --------------------- | ------------------- | -------------------- | ------------ |
| Shorttrack     |               |                       |                     |                      |              |
| 1.             | 10. Dez. 2006 | Maurice Richard Arena | Montreal            | 3000-Meter-Staffel 1 | 4:21,593 min |
| Eisschnelllauf |               |                       |                     |                      |              |
| 1.             | 2. Dez. 2012  | Sportpaleis Alau      | Astana              | Teamverfolgung 2     | 2:58,40 min  |
| 2.             | 8. Dez. 2019  | Sportpaleis Alau      | Nur-Sultan          | Teamverfolgung 3     | 3:00,24 min  |
| 3.             | 22. Jan. 2021 | Thialf                | Heerenveen          | Teamverfolgung 3     | 2:56,71 min  |
| 4.             | 29. Jan. 2021 | Thialf                | Heerenveen          | Teamverfolgung 3     | 2:54,64 min  |
| 5.             | 13. Nov. 2021 | Arena Lodowa          | Tomaszów Mazowiecki | Teamverfolgung 3     | 3:00,28 min  |
| 6.             | 4. Dez. 2021  | Utah Olympic Oval     | Salt Lake City      | Teamverfolgung 3     | 2:52,39 min  |
| 7.             | 11. Dez. 2021 | Olympic Oval          | Calgary             | Teamverfolgung 3     | 2:52,06 min  |
| 8.             | 12. Nov. 2022 | Sørmarka Arena        | Stavanger           | Teamverfolgung 3     | 3:01,81 min  |
| 9.             | 10. Dez. 2022 | Olympic Oval          | Calgary             | Teamverfolgung 3     | 2:54,49 min  |
| 10.            | 11. Feb. 2023 | Arena Lodowa          | Tomaszów Mazowiecki | Teamverfolgung 3     | 3:00,97 min  |
| 11.            | 27. Jan. 2024 | Utah Olympic Oval     | Salt Lake City      | Teamverfolgung 3     | 2:54,07 min  |
| 12.            | 26. Jan. 2025 | Olympic Oval          | Calgary             | Teamsprint 4         | 1:24,90 min  |